# 韋弗利 (喬治亞州)
韋弗利（英語：Waverly）是位於美國喬治亞州康登縣的一個非建制地區。該地的面積和人口皆未知。

## 地理
韋弗利的座標為31°05′45″N 81°43′21″W / 31.09583°N 81.72250°W，而該地的平均海拔高度為5米（即16英尺）。